# Andrew Jennings

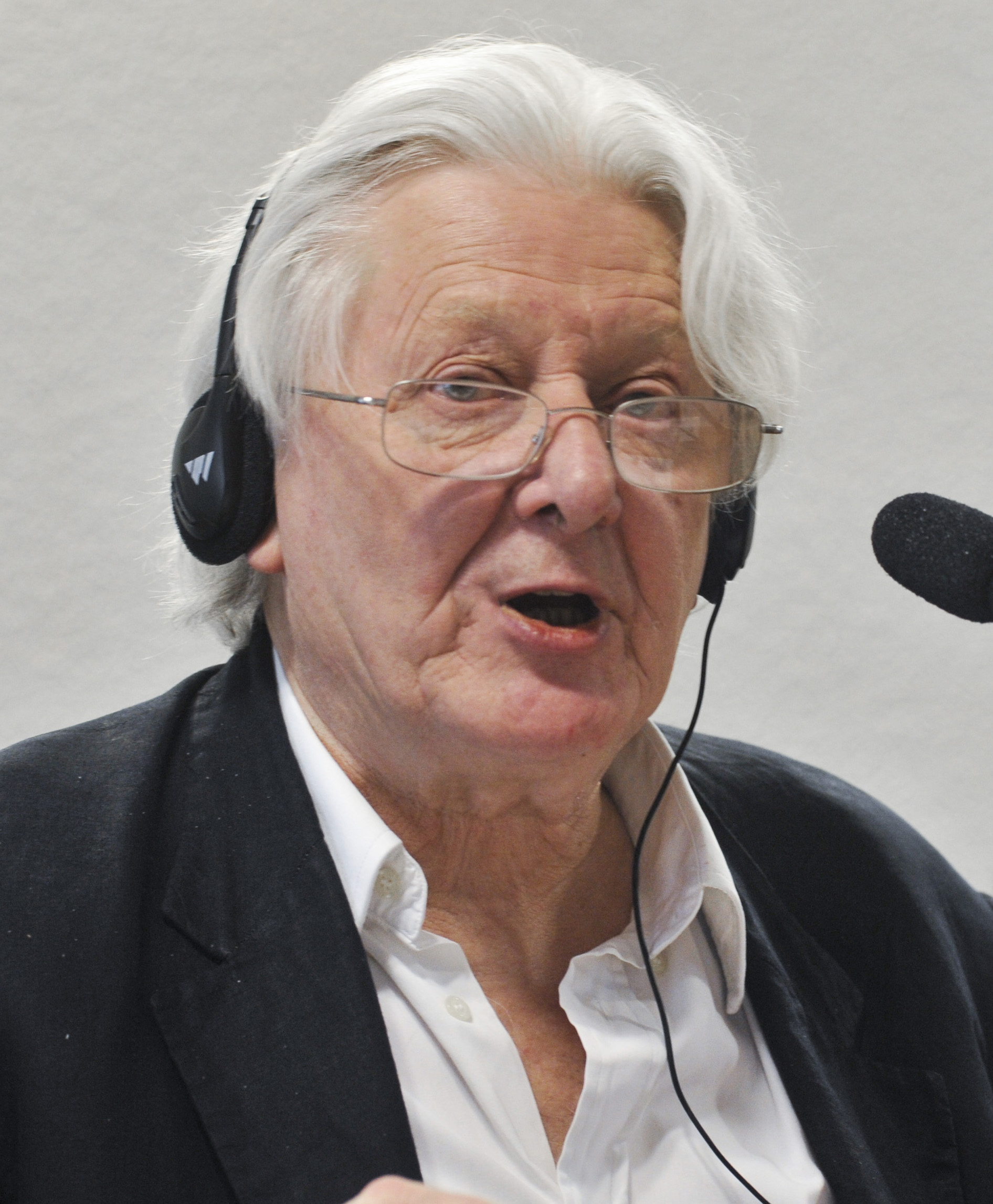

Andrew Jennings  (Kirkcaldy, 3 september 1943 - Carlisle, 8 januari 2022) was een Brits onderzoeksjournalist en schrijver. Hij werd vooral bekend van zijn onderzoek naar corruptie bij het IOC en de FIFA.

## Biografie
Jennings studeerde aan de Universiteit van Hull. In 1986 weigerde de BBC zijn documentaire over corruptie in Scotland Yard uit te zenden. Jennings nam daarom ontslag en zette het materiaal om in zijn eerste boek, Scotland Yard's Cocaine Connection. In de jaren 1990 concentreerde hij zich op het Internationaal Olympisch Comité. Hij schreef boeken over corruptie bij de toewijzing van de Olympische Winterspelen 2002 aan Salt Lake City. In de 21e eeuw concentreerde hij zich op de FIFA en publiceerde Foul, the Secret World of FIFA en maakte een documentaire FIFA’s Dirty Secrets over de toewijzing van het Wereldkampioenschap voetbal 2018 aan Rusland. Jennings onderzoek leidde tot de val van de Amerikaanse voetbalbestuurder Chuck Blazer, die uiteindelijk zou meewerken aan het onderzoek naar de corruptie binnen de FIFA. Het leidde tot het aftreden van Sepp Blatter en de veroordeling van meerdere FIFA-officials.

## Boeken
- Scotland Yard's Cocaine Connection (1989),
- The Lords of the Rings: Power, Money and Drugs in the Modern Olympics (1992)
- The New Lords of the Rings (1996)
- The Great Olympic Swindle (2000)
- FOUL! The Secret World of FIFA: Bribes, Vote-Rigging and Ticket Scandals (2006)
- Omertà: Sepp Blatter's FIFA Organised Crime Family (2014)
- The Dirty Game: Uncovering the Scandal at FIFA (2015)